# Blogosphäre

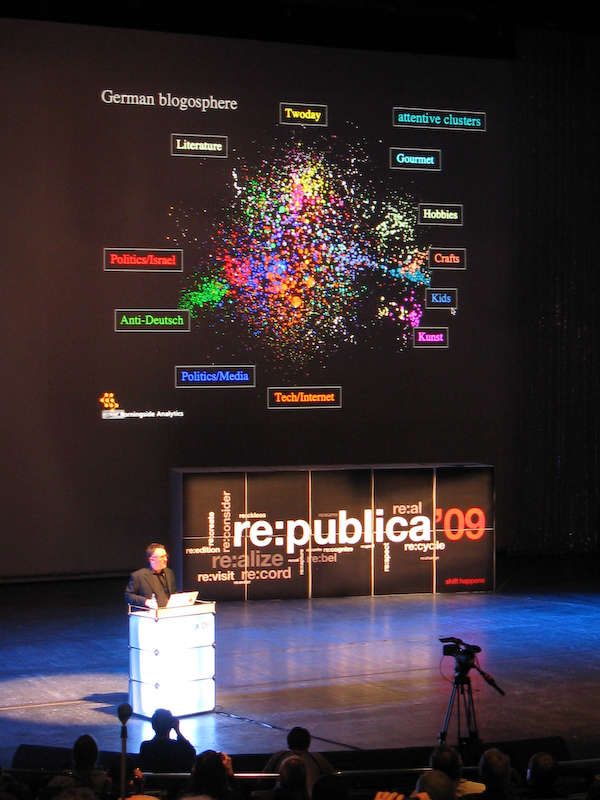
John Kelly beim Vortrag Mapping the global blogosphere.

Der Begriff Blogosphäre (englisch blogosphere) beschreibt die Gesamtheit der Blogs (kurz: Blogs) und ihrer Verbindungen. Er entspringt der Wahrnehmung, dass Blogs durch ihre Vernetzungen gemeinsam eine oder eine Vielzahl von Communitys bilden, beziehungsweise ein soziales Netzwerk darstellen. Der Begriff soll an „Logosphäre“ erinnern, was in etwa „Welt der Worte“ bedeutet. Auch eine Ähnlichkeit mit dem Konzept der Noosphäre ist beabsichtigt.

## Geschichte
Der Begriff „blogosphere“ wurde zuerst am 10. September 1999 von Brad L. Graham scherzhaft verwendet. 2002 wurde er von William Quick aufgegriffen, worauf er sich schnell in der Warblog-Community verbreitete.
Ursprünglich eher scherzhaft verwendet, fand der Begriff Blogosphäre zunehmend auch massenmediale und akademische Verwendung.
Ein historisch wichtiger Text ist die Unabhängigkeitserklärung des Cyberspace von John Perry Barlow, die ausgehend von einer techno-liberalen Position eine Freiheit des Internets von der Kontrolle nationaler Regierungen forderte. Bis heute hat sich in der Blogosphäre eine starke Abneigung gegen jegliche Zensur und Eingriffe in die Meinungsfreiheit erhalten.
Mit dem Hinzukommen neuer Technologien, die es einem ermöglichen auch Blogs in Form eines Webvideos zu produzieren (sogenanntes Vlogging), entstand außerdem der Begriff der Vlogosphäre.

## Entstehung der Blogosphäre
Die Blogosphäre bildet ein lose zusammenhängendes Netzwerk durch Interaktion zwischen den Weblogs selbst, aber auch mit sozialen Netzwerken.

### Vernetzung
Die Vernetzung der Weblogs untereinander erfolgt über verschiedene Methoden:
1. Merkmal des Bloggens ist es, im Beitrag auf andere Weblog-Beiträge des gleichen Themas zu verlinken (Hyperlink). Dem Leser wird so ein direkter Zugang zu weiteren Informationen innerhalb der Blogosphäre ermöglicht.
2. Weblog wie z. B. WordPress senden einen Pingback an den jeweils verlinkten Beitrag, der diesen automatisch oder moderiert in einen „Rück“-Link umwandelt. In diesem Vorgang sehen einige Blogger den eigentlichen Entstehungsprozess der Blogosphäre.[5]
3. Kommentatoren – die häufig selbst Blogger sind – verlinken ihren Namen häufig mit dem eigenen Weblog. Auf diese Weise entsteht eine Art ungeordnetes und auf viele Quellen verteiltes Blog-Verzeichnis. Diese Art der Vernetzung birgt jedoch einige Ungenauigkeiten: Es findet keinerlei thematische Kategorisierung statt. Auch sind nicht alle verlinkten Websites automatisch ein Weblog.

### Interaktion mit sozialen Netzwerken
Die meisten sozialen Netzwerke wie Facebook oder Twitter bieten die Möglichkeit, Web-Inhalte mit den eigenen Kontakten zu teilen. Diese Funktion machen sich auch Blogger zu Nutze.

### Indizierung
Websites wie Technorati (bis Mai 2014), Blogpulse (bis Januar 2012), Bloglines (bis Anfang 2015), Tailrank (bis Juni 2009), PubSub (bis August 2013), Rivva und andere stellten die Verbindungen zwischen Weblogs dar. Sie bedienten sich dabei der Hypertext-Links, um Vernetzungsstrukturen herauszufiltern und um verfolgen zu können, wie sich Meme und bestimmte Themen in der Blogosphäre entwickelten und wo sie ihren Ausgang nahmen.